# Maire de Gatineau
 (novembre 2024).
Le maire de Gatineau est le chef de l'exécutif du conseil municipal de Gatineau de 1933 à 2001 et même après la fusion des cinq villes le 1er janvier 2002. Le maire est élu en même temps que le conseil municipal tous les quatre ans, le premier dimanche de novembre ; il n'y a pas de limite au nombre de mandats. Le bureau du maire administre tous les services municipaux, les biens publics, la police et la protection contre les incendies, la plupart des organismes publics, et applique toutes les lois municipales et provinciales à Gatineau, Québec.
Maude Marquis-Bissonnette est la mairesse actuelle de Gatineau depuis le 18 juin 2024, à la suite de sa victoire à l'élection partielle du 9 juin 2024.

## Historique
La première itération du poste de maire de Gatineau est créée en 1933, lorsque le Village de Gatineau est officiellement proclamé. Avant sa proclamation officielle en tant que municipalité, la ville est communément appelée Gatineau Mills, en référence à l'usine de papier qui se trouve dans la région. Le premier maire est Théodore Baribeau, qui entre en fonction le 18 novembre 1933; c'est un commerçant qui s'est établi dans le village peu de temps auparavant.
Le poste demeure dans sa forme originale jusqu'en 1974, lorsque la ville est fusionnée avec les municipalités voisines de Pointe-Gatineau, Touraine, Templeton, Templeton-Ouest, Templeton-Est, et Templeton-Est-Partie-Est pour former une plus grande Ville de Gatineau. Dans le processus de fusion, un conseil provisoire est choisi parmi les anciens membres des divers conseils municipaux des municipalités fusionnées. Le maire sortant de Touraine, Donald Poirier, est choisi comme président du conseil provisoire et maire intérimaire. Poirier se présente aux élections qui suivent, mais il perd et est remplacé par l'ancien maire de Gatineau John-R. Luck comme premier maire de la nouvelle municipalité.
Les changements les plus récents ont lieu lors de la réorganisation municipale de 2000-2006 au Québec, lorsque le gouvernement du Parti québécois de Lucien Bouchard adopte le projet de loi 170, Loi portant réforme de l'organisation territoriale municipale des régions métropolitaines de Montréal, de Québec et de l'Outaouais, qui fusionne Gatineau avec les municipalités voisines de Hull, Aylmer, Buckingham, et Masson-Angers, dans la nouvelle Ville de Hull-Gatineau. Le 27 juin 2001, le nom est remplacé par celui de Ville de Gatineau. Contrairement à la fusion précédente, celle-ci n'a pas lieu avant le cycle des élections municipales de 2001, ce qui permet aux résidents de voter pour un nouveau conseil municipal ; l'élection est remportée par le maire sortant de Hull, Yves Ducharme.
Le premier maire à être affilié à un parti politique local est Maxime Pedneaud-Jobin, qui, avec d'autres membres du conseil municipal, fonde Action Gatineau avant l'élection municipale de 2013, lors de laquelle il remporte la course à la mairie.

## Pouvoirs et statut
La fonction de maire de Gatineau est définie dans la Charte de la Ville de Gatineau, qui est la constitution de la municipalité. La version que suit la Ville de Gatineau moderne est adoptée en 2001, avant la fusion de 2002. Conformément à la Charte, le maire est membre et président du comité exécutif du conseil par défaut. Toutefois, il peut nommer un autre conseiller pour occuper le poste de président à sa guise. Il siège également à la Commission conjointe d'aménagement du territoire de l'Outaouais.

## Liste des maires
Voici une liste des maires de Gatineau. Il est à noter que des fusions importantes ont eu lieu en 1975 et en 2002,,,.
- 1er : Théodore Baribeau (1933-1937)
- 2e : Palma Racicot (1937-1939)
- 3e : J. Edouard Charette (1939)
- 4e : Palma Racicot (1939-1945)
- 5e : J. Léo Smith (1945-1956)
- 6e : Eloi Baribeau (1956-1957)
- 7e : Roland Théorêt (1957-1959)
- 8e : Aurèle Graveline (1959-1962)
- 9e : Roland Théorêt (1962-1965)
- 10e : Jacques Poulin (1965-1971)
- 11e : Ludovic Routhier (1971)
- 12e : John-R. Luck (1971-1975)
- 13e : Donald Poirier (conseil provisoire, 1975)
- 14e : John-R. Luck (1975-1983)
- 15e : Gaétan Cousineau (1983-1988)
- 16e : Robert Labine (1988-1994)
- 17e : Guy Lacroix (1994-1999)
- 18e : Robert Labine (1999-2001)

Liste des maires depuis la création de la ville de Gatineau en 2002.
- 19e : Yves Ducharme (2002-2005)
- 20e : Marc Bureau (2005-2013)
- 21e : Maxime Pedneaud-Jobin (Action Gatineau, 2013-2021)
- 22e : France Bélisle (2021-2024)
  - Daniel Champagne (intérim, 2024)
- 23e : Maude Marquis-Bissonnette (Action Gatineau, depuis 2024)